# 米歇尔·海曼
米歇尔·珀尔·海曼（英語：Michelle Pearl Heyman；1988年7月4日—），澳大利亚女子足球运动员，司职前锋，目前效力于堪培拉联足球俱乐部和澳大利亚国家女子足球队。她曾代表澳大利亚参加2024年夏季奥林匹克运动会女子足球比赛。